# چارلز سیوفی
چارلز سیوفی (به انگلیسی: Charles Cioffi) (زاده ۳۱ اکتبر ۱۹۳۵) بازیگرآمریکایی است.
از فیلم‌های معروف او می‌توان به بازی در تمام حرکات درست، دزدی که برای شام آمد، گری لیدی غرق شد و مرد بعدی اشاره کرد.